# 中国共产党第十六届中央委员会第四次全体会议
中国共产党第十六届中央委员会第四次全体会议，简称中共十六届四中全会或十六届四中全会，于2004年9月16日至9月19日在中国北京市举行，会议内容包括听取和讨论时任中共中央总书记胡锦涛代表中共中央政治局所作的工作报告，审议通过《中共中央关于加强党的执政能力建设的决定》以及对中共中央军事委员会的组成人员进行重大调整，中共中央总书记胡锦涛接任中共中央军事委员会主席，而中央军事委员会委员徐才厚也在此次会议上升任中共中央军事委员会副主席。

## 会议内容

### 听取讨论
中共中央总书记、中央军委副主席胡锦涛受中央政治局委托作的工作报告。

### 审议
- 《中共中央关于加强党的执政能力建设的决定》
- 《中国共产党第十六届中央委员会第四次全体会议关于同意江泽民同志辞去中共中央军事委员会主席职务的决定》
- 《中国共产党第十六届中央委员会第四次全体会议关于调整充实中共中央军事委员会组成人员的决定》
- 《中共中央纪律检查委员会关于田凤山问题的审查报告》
- 其他议题[1]

### 通过
- 《中共中央关于加强党的执政能力建设的决定》
- 《中国共产党第十六届中央委员会第四次全体会议关于同意江泽民同志辞去中共中央军事委员会主席职务的决定》
- 《中国共产党第十六届中央委员会第四次全体会议关于调整充实中共中央军事委员会组成人员的决定》
- 《中共中央纪律检查委员会关于田凤山问题的审查报告》[2]

### 中共中央军事委员会人员调整
- 江泽民辞去中共中央军委主席职务（1989年11月9日至2004年9月19日）[3]。
- 胡锦涛由中共中央军委副主席接任中共中央军委主席（此时仍是中华人民共和国中央军事委员会副主席[4]）。
- 徐才厚由中央军委委员升任中共中央军委副主席（兼中国共产党中央书记处书记）。
- 增补陈炳德、乔清晨、张定发、靖志远为中共中央军事委员会委员[2]。

调整后的中国共产党中央军事委员会组成人员（2004年9月19日）
- 中共中央军委主席：胡锦涛
- 中共中央军委副主席：郭伯雄 曹刚川 徐才厚
- 中共中央军委委员：梁光烈 李继耐 廖锡龙 陈炳德 乔清晨 张定发 靖志远[5]

### 纪律处分

#### 田凤山
- 本次全会撤销田凤山中央委员会委员职务，给予其开除党籍处分。

### 中央委员递补
候补中央委员递补为中央委员
- 艾斯海提·克里木拜
- 王正伟[2]

### 首次提出「和諧社會」
会议公报提出了“要坚持最广泛最充分地调动一切积极因素，不断提高构建社会主义和谐社会的能力”的概念，是該概念的第一次官方提及。

## 中央军委扩大会议
十六届四中全会后，中央军委2004年9月20日上午在北京召开扩大会议，江泽民与胡锦涛就此完成中央军委主席职务交接。

## 会议言论
- 江泽民：“胡锦涛同志任军委主席是完全合格的。胡锦涛同志是党的总书记、国家主席，接任军委主席的职务顺理成章。党的总书记、国家主席、军委主席三位一体这样的领导体制和领导形式，对我们这样一个大党、大国来说，不仅是必要的，而且是最妥当的办法。”
- 胡锦涛：“江主席从党的事业继往开来出发，从国家长治久安出发，从军队长远建设出发，主动提出辞去军委主席的职务。江主席作出这个重大决策是经过深思熟虑的，他站得高、看得远、想得深，为我们党、国家、军队高层领导新老交替的制度化、规范化、程序化作出了历史性贡献。江主席的高风亮节和博大胸怀，为我们树立了光辉典范。”[7]